# El primer mandamiento

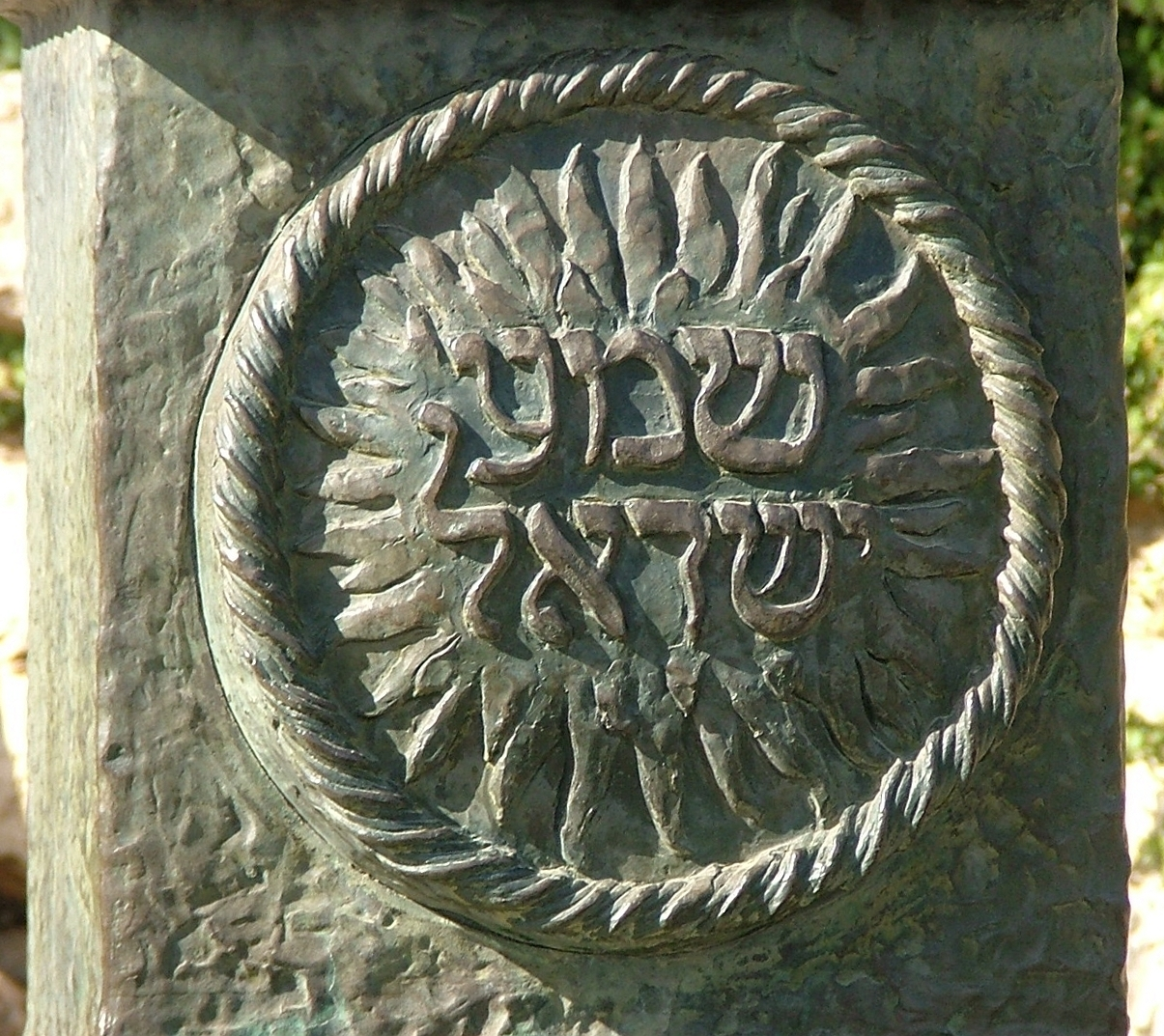
Shema Israel ("¡Escucha, oh Israel!"), primera parte del pasaje del Antiguo Testamento en el que se basó Jesús cuando enseñó su Gran Mandamiento.
Grabado en bronce de la Menorá de la Knesset en Israel.

El gran mandamiento, también conocido como el Mayor mandamiento es un nombre utilizado en el Nuevo Testamento para describir el primero de los dos mandamientos citados por Jesús en Mateo 22:35-40, Mark 12:28-34, y en respuesta a él en Lucas 10:27a.
La mayoría de las denominaciones cristianas consideran que estos dos mandamientos son el núcleo del correcto estilo de vida cristiano.
Se deriva de Deuteronomio 6:4-5 Escucha, oh Israel: El Señor es nuestro Dios, sólo el Señor. Amarás al Señor tu Dios con todo tu corazón, con toda tu alma y con todas tus fuerzas y Levitico 19:18 No te vengarás ni guardarás rencor a nadie de tu pueblo, sino que amarás a tu prójimo como a ti mismo: Yo soy el Señor.

## Textos bíblicos
- Según  san Mateo (22; 34-40)

Los fariseos, al oír que había hecho callar a los saduceos, se pusieron de acuerdo, y uno de ellos, doctor de la ley, le preguntó para tentarle: —Maestro, ¿cuál es el mandamiento principal de la Ley? Él le respondió: —Amarás al Señor tu Dios con todo tu corazón y con toda tu alma y con toda tu mente. Éste es el mayor y el primer mandamiento. El segundo es como éste: Amarás a tu prójimo como a ti mismo. De estos dos mandamientos dependen toda la Ley y los Profetas.

- Según  san Marcos (12; 28-34)

Se acercó uno de los escribas, que había oído la discusión y, al ver lo bien que les había respondido, le preguntó: —¿Cuál es el primero de todos los mandamientos? Jesús respondió: —El primero es: Escucha, Israel, el Señor Dios nuestro es el único Señor; y amarás al Señor tu Dios con todo tu corazón y con toda tu alma y con toda tu mente y con todas tus fuerzas. El segundo es éste: Amarás a tu prójimo como a ti mismo. No hay otro mandamiento mayor que éstos. Y le dijo el escriba: —¡Bien, Maestro! Con verdad has dicho que Dios es uno solo y no hay otro fuera de Él; y amarle con todo el corazón y con toda la inteligencia y con toda la fuerza, y amar al prójimo como a sí mismo, vale más que todos los holocaustos y sacrificios. Viendo Jesús que le había respondido con sensatez, le dijo: —No estás lejos del Reino de Dios. Y ninguno se atrevía ya a hacerle preguntas.

- Según  san Lucas (10; 25-28)

Entonces un doctor de la Ley se levantó y dijo para tentarle: —Maestro, ¿qué debo hacer para heredar la vida eterna? Él le contestó: —¿Qué está escrito en la Ley? ¿Qué lees tú? Y éste le respondió: —Amarás al Señor tu Dios con todo tu corazón y con toda tu alma y con todas tus fuerzas y con toda tu mente, y a tu prójimo como a ti mismo. Y le dijo: —Has respondido bien: haz esto y vivirás.